# Microspathodon frontatus
Microspathodon frontatus és una espècie de peix de la família dels pomacèntrids i de l'ordre dels perciformes.

## Morfologia
Els mascles poden assolir els 17 cm de longitud total.

## Distribució geogràfica
Es troba des de les illes de Fernando Poo i Annobon al golf de Guinea fins a Ghana.